# 桑島潔
桑島 潔（くわしま きよし、1931年 - ）は、日本の都市計画・国土開発官僚。

## 来歴
1954年、東京大学農学部農学科を卒業後、宮城県庁に入庁し企画審議室に所属する。
1957年、建設省計画局総合計画課に異動する。
1973年、経済企画庁総合開発局総合開発課に転任。以後、中部圏開発整備本部（1974年）を経て、1976年の時点では国土庁地方振興局東北開発局長となっていた。
国土庁地方都市整備課長を務めていた1979年、市長の榛村純一の招聘に応じる形で静岡県掛川市の助役に出向する。その後国土庁に復帰し、1981年4月の時点では国土庁長官官房審議官を務めていた。
東北地方の開発に長く携わったことで、後に国土開発政策の研究者からのインタビューや座談を複数受けている。
1986年、第9回日本公園緑地協会北村賞を受賞した。
退官後北海道開発コンサルタント顧問・同取締役同常務取締役・同専務取締役東京支店長などを歴任した。
2006年および2011年の時点では国土計画協会顧問を務めていた。

## 栄典
- 2004年春の叙勲で瑞宝小綬章を受章[11]

## 著書
- 『地域計画ハンドブック』（共著、朝倉書店，1998年）など。